# Emilio Mola

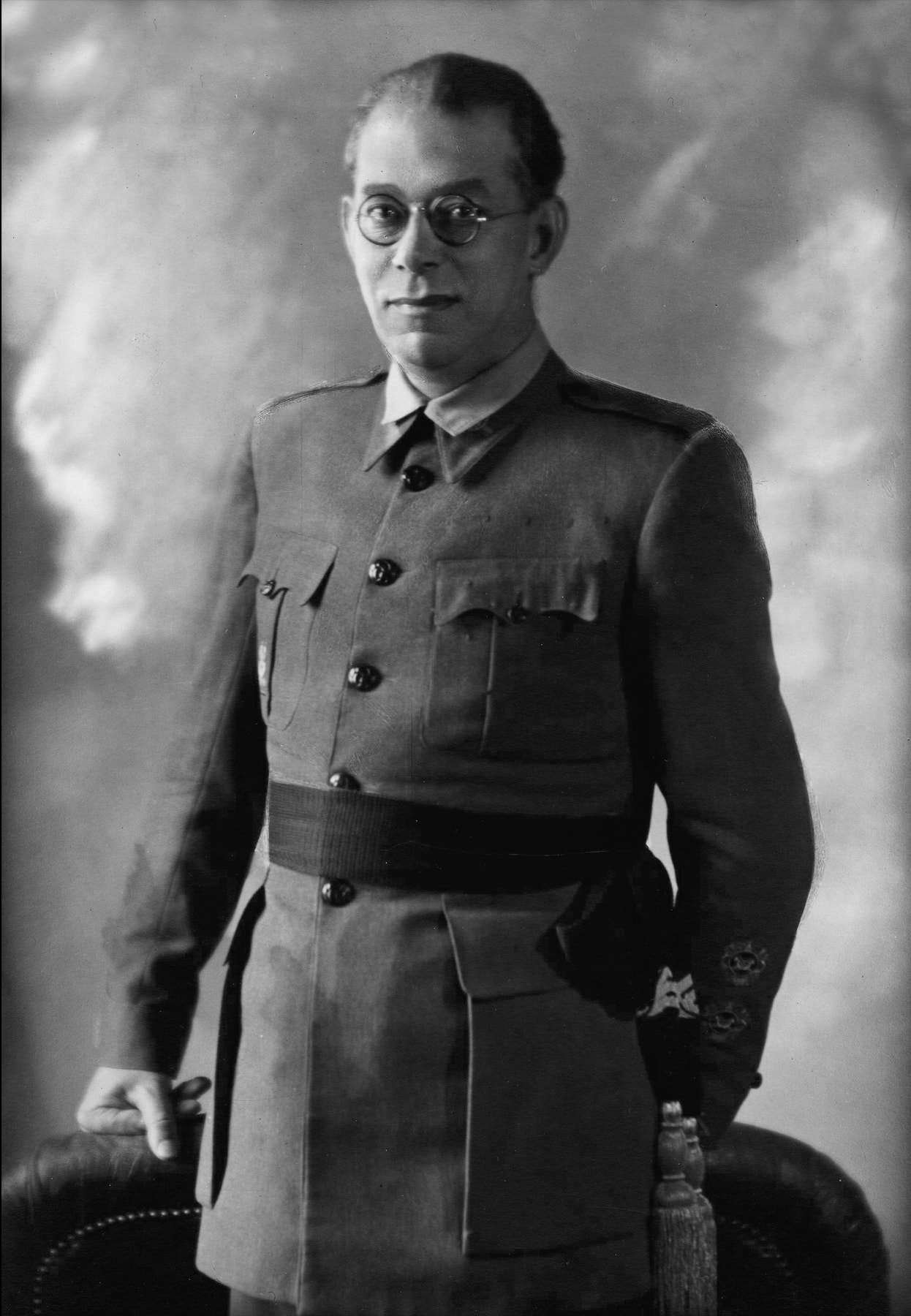
Emilio Mola (1930)

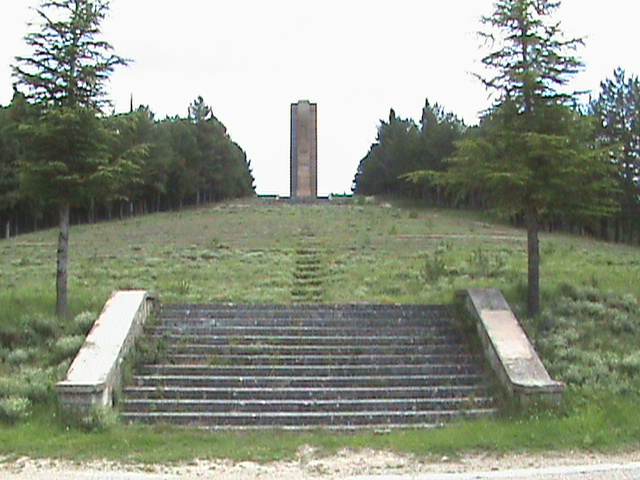
Denkmal zu Ehren Molas in Alcocero de Mola

Emilio Mola Vidal (* 9. Juli 1887 in Placetas, Kuba; † 3. Juni 1937 bei Burgos) war ein spanischer General und einer der Hauptakteure des Putsches von 1936 bei Ausbruch des Spanischen Bürgerkriegs.

## Leben
Mola wurde auf Kuba geboren, wo sein Vater als spanischer Kolonialoffizier seinerzeit stationiert war, da Kuba zu jenem Zeitpunkt noch spanische Kolonie war. 1907 schrieb er sich in die spanische Infanterieakademie von Toledo ein. Er diente im spanisch-marokkanischen Rifkrieg, erhielt als individuelle Auszeichnung dafür die Medalla Militar und erwarb sich durch zahlreiche Veröffentlichungen Autorität in militärischen Fragen. Bereits 1927 war er Brigadegeneral.
1930 wurde Mola zum Sicherheitsdirektor befördert. Seine radikalkonservativen Ansichten machten ihn in diesem politischen Amt bei der liberalen und sozialistischen Opposition unpopulär. Als nach dem Wahlsieg der Volksfront (Frente Popular) im Februar 1936 die Regierung wechselte, wurde Mola zum Militärgouverneur von Pamplona ernannt, um ihn in der Provinz Navarra von wichtigen politischen Angelegenheiten fernzuhalten.
Mola trat bald der Gruppe von Armeeoffizieren um Francisco Franco, Juan Yagüe, Gonzalo Queipo de Llano und José Sanjurjo bei, die einen Putsch gegen die Zweite Republik planten. Mola wurde Kopf der Verschwörer. Unter dem Decknamen „Director“ sandte er seine geheimen Instruktionen an die verschiedenen Militäreinheiten, die in den Aufstand verwickelt waren. Währenddessen gelang es der Frente Popular nach ihrem Wahlsieg, den Staatspräsidenten Niceto Alcalá-Zamora abzusetzen und durch Manuel Azaña zu ersetzen und viele Reiche flohen infolge des Wahlsieges der Linken, wodurch dem Land große Vermögen entzogen wurden. Eine große Wirtschaftskrise mit einem massiven Verfall der spanischen Währung war die Folge, die von massiven Preiserhöhungen begleitet wurde und eine Serie von Streiks um Lohnerhöhungen nach sich zog.

### Beteiligung am Bürgerkrieg
Nach zahllosen Verschiebungen wurde der 18. Juli 1936 von Mola und seinen Gesinnungsgenossen als Datum für den Putsch gewählt. Trotz einiger vorzeitiger Ereignisse im spanischen Protektorat Marokko wartete Mola bis zum vereinbarten Zeitpunkt und proklamierte am 19. Juli in Navarra den Aufstand. Mit Härte und Grausamkeit wollte man gegen die Republik und ihre Anhänger vorgehen: „Man muss Angst und Schrecken verbreiten […], man muss das Gefühl der Herrschaftsgewalt zurücklassen, die ohne Skrupel und Schwanken alle jene eliminiert, die nicht so denken wie wir.“
Staatspräsident Azaña hatte am selben Tag Diego Martínez Barrio zum Ministerpräsidenten berufen und beauftragt, mit den Rebellen um Mola zu verhandeln. Martínez Barrio nahm mit Mola Kontakt auf und bot ihm das Amt des Kriegsministers in seinem Kabinett an, was Mola mit den Worten „Es ist zu spät“ (Ya es tarde) ablehnte. Als Azaña erkannte, dass die Nationalisten zu keinem Kompromiss bereit waren, ersetzte er Martínez Barrio durch José Giral Pereira. Um die Regierung des Frente Popular zu schützen, gab Giral den Forderungen nach, den politisch linken Organisationen Waffen auszugeben, um einem militärischen Aufstand begegnen zu können.
Der Putsch scheiterte beim Versuch, die Kontrolle über ganz Spanien an sich zu reißen; lediglich in den überwiegend ländlichen Gebieten, auf den Kanarischen Inseln, in Spanisch-Marokko, Sevilla, Galicien, Navarra und Aragón hatte er zunächst Erfolg. Der größte Teil des spanischen Offizierskorps unterstützte ihn jedoch, so dass die Situation sich schnell zu einem Bürgerkrieg entwickelte. Nach dem Tod von Sanjurjo bei einem Flugzeugabsturz am 20. Juli wurde Franco durch die „Junta de Defensa Nacional“ zum Kommandeur der Aufständischen gewählt und zum Staatschef („Caudillo“) ihrer Einflusszone berufen. Mola wurde die Verantwortung über die Nordarmee übertragen.
Am 3. Juni 1937 starb Mola, als sein Flugzeug bei schlechtem Wetter auf dem Rückweg nach Vitoria bei Burgos abstürzte. Nach dem Tod von Sanjurjo und Mola blieb einzig Franco als Führer der Aufständischen. Dies trug zu Gerüchten bei, Franco habe den Tod seiner beiden Rivalen angezettelt, aber es gibt keinen Beweis für diese Behauptungen.
Nach seinem tödlichen Unfall wurde Mola von Franco postum das Gran Cruz Laureada de San Fernando verliehen.

## Literarische Rezeption
Der chilenische Dichter und Schriftsteller Pablo Neruda verfasste im Band España en el corazón (1937) das Gedicht Mola en los infiernos (dt. Mola in den Höllen).